# 吴宓
吴宓（1894年8月20日—1978年1月17日），原名玉衡，后改陀曼，又改宓，字雨生，又作雨僧，笔名余生，陕西泾阳人，比较文学家、西洋文学家，学衡派代表人物。

## 生平
1894年8月20日，吴宓出生于陕西省泾阳县安吴镇安吴堡村。生父为吴建寅，四岁时生母李氏病逝，祖母将吴宓过继给叔父吴建常。自幼聪慧好学。
1911年，吴宓入清华学堂中等科，1916年毕业于清华留美预备学校高等科。1917年8月，23岁的吴宓赴美国留学，攻读新闻学。1918年，改读西洋文学，毕业于維珍尼亞大学英文系，获文学学士学位；後入哈佛大学研究生院比较文学系，获硕士学位。留美五年间，吴宓对19世纪英国文学尤其是浪漫诗人作品的研究下过相当的功夫，有过不少论著。
1921年，吴宓回国，即受聘在南京高师與国立东南大学文学院任教授，讲授世界文学史等课程，并且常以希腊罗马文化、基督教文化、印度佛学整理和中国儒家学说这四大传统作比较印证。吴宓在东南大学与胡先骕、梅光迪、柳詒共同主编于1922年创办之《学衡》杂志，11年间共出版79期，於新旧文化取径独异，持论固有深获西欧北美之说，未尝尽去先儒旧义，故分庭抗禮，别成一派。这一时期他撰写了“中国的新与旧”“论新文化运动”等论文，採古典主义，抨击新体自由诗，主张维持中国文化遗产的应有价值，尝以中国的白璧德自任。他曾著有《吴宓诗文集》、《空轩诗话》等专著。
1924年，吴宓离开东南大學後到东北大学、清华大学外文系任教授，1925年，任清华学校研究院筹备主任，以后又在昆明西南联大、成都燕京大学、武汉大学和重庆女子师范学院等校担任教授。1929年9月，钱锺书考入清华大学外文系，成为吴宓的得意门生，师生间常有诗词赠答与唱和，然而1937年因钱锺书一篇书评，师生关系曾紧张了多年。吴在清华期间，曾于1930年游学欧洲，遍历苏、英、法、德、比、瑞士诸国，又在牛津大学和巴黎大学修学年餘，所学极博。执教清华期间，吴宓是“清华的一个精神力量。”
吴宓于1941年被教育部聘为首批部聘教授。1943年至1944年吴宓代理西南联大外文系主任，1944年秋到成都燕京大学任教，1945年9月改任四川大学外文系教授，1946年2月吴宓推辞了浙江大学、河南大学要他出任文学院院长之聘约，到武昌私立武昌中华大学任外文系主任，兼校务委员会委员，1947年1月起主编《武汉日报·文学副刊》一年，其间清华大学梅贻琦和陈福田一再邀他回去。至1949年广州岭南大学校长陈序经以文学院院长之位邀他南下，且其好友陈寅恪亦在岭南，教育部长杭立武邀他去台湾大学任文学院长，女儿要他去清华大学，而他即于4月底飞到重庆到相辉学院任外语教授，兼任梁漱溟主持的北碚勉仁学院文学教授，入蜀定居了。1950年4月两院相继撤消，吴宓到新成立的四川教育学院，9月又随校合并入西南师范学院历史系，后到中文系任教。结果是虎落平阳，晚景甚为不佳。
至文革到来，吴宓淪为被批斗的大罪人，以种种罪名蹲入“牛棚”，到梁平劳改。76岁的老人做不了重活，还被架上高台示众，头晕眼花直打哆嗦，被推下来跌断左腿。之后又遭断水断饭之折磨。腿伤稍好，即令打扫厕所。到批林批孔时，吴宓不肯批判孔子，说“没有孔子，中国仍在混沌之中”，并说“宁愿杀头也不批孔”，被打成“现行反革命”。
1971年病重，右眼失明，左眼白内障严重，就只好让他回重庆养病。1977年吴宓已生活完全不能自理，只好让其胞妹吴须曼领回陕西泾阳老家，由吴须曼照顧。，吴宓每次吃饭时总要问：“还要请示吗？”吴须曼告诉他说：“四人帮已经被打倒了，都不请示了。”有时候夜间，他起床喊，“快开灯，我是吴宓教授，我很饿，给我一碗稀饭喝吧。”1978年1月14日因突发老年性脑血管疾病入院治療，1月17日病逝解放军513野战医院，终年84岁。

## 婚姻
吳宓的元配是陳心一，後來二人因為毛彦文的介入而離婚，最後毛彦文嫁给了熊希龄。早年吴宓曾爱慕燕京大学的女学生陈仰贤，但陈暗自喜歡叶公超。吴宓亦爱慕袁永熹，最後叶公超和袁永熹結婚。吴宓又曾苦恋欧阳采薇，而“薇最倾情于叶公超”。

## 腳註
1. ↑  张弘. . 北京: 文津出版社. 2005: 1–2. ISBN 7-80554-487-5.
2. ↑  自编年谱（1995年），第22页
3. ↑  . 時事新報 (上海). 1917-08-19.
4. ↑  贺麟：“吴宓先生是当时清华的一个精神力量”。
5. ↑  吴宓1969年11月30日所写《上西师中文系群众工作组报告》中写道：“宓现在七十六岁垂暮之年，腿伤如此，不能站立，不能行步，即在室内爬行，偶一卧起转动，腿关节亦痛不可忍。故只有安居在此文化村二舍203室中，又需要女工唐昌敏服侍。”
6. ↑  吴须曼《回忆先兄吴宓教授》，见李继凯、刘瑞春编《追忆吴宓》社会科学出版社，2001年1月版。
7. ↑  赵瑞蕻：《我是吴宓教授，给我开灯》
8. ↑  张致强撰《吴宓暮年点滴事——吴宓教授逝世二十周年祭》一文稱吴宓是被亲人饿死在家乡的一个破旧的窑洞里。（《鲁迅研究月刊》在1997年3月刊）對此，吴须曼女士写《吴宓回陕前后》进行了批驳。
9. ↑  姚文青中《挚友吴宓先生轶事》写道：“宓于故妻陈心一女士，德性夙所钦佩，但敬而不爱，终致离婚，然至今仍书信往还。夫妇之谊虽绝，良友之情故在也。”《吴宓先生之烦恼》詩：“吴宓苦爱毛彦文，三洲人士共知闻。离婚不畏圣贤讥，金钱名誉何足云。”
10. ↑  许渊冲《诗书人生》載：“对袁永熹和陈仰贤，叶公超可以说是‘双胜’，吴宓则是‘双败’。”